# Municipio de Richland (condado de Greene)
El municipio de Richland (en inglés, Richland Township) es un municipio del condado de Greene, Indiana, Estados Unidos. Tiene una población estimada, a mediados de 2021, de 4631 habitantes.

## Geografía
Está ubicado en las coordenadas 39°2′11″N 86°53′56″O / 39.03639, -86.89889 (39.036515, -86.898965). Según la Oficina del Censo de los Estados Unidos, tiene una superficie total de 111.8 km², de la cual 110.8 km² corresponden a tierra firme y 1.0 km² son agua.

## Demografía
Según el censo de 2020, en ese momento había 4675 personas residiendo en la zona. La densidad de población era de 42.2 hab./km². El 94.9% de los habitantes eran blancos, el 0.2% eran afroamericanos, el 0.1% eran amerindios, el 0.5% eran asiáticos, el 0.3% eran de otras razas y el 4.0% eran de una mezcla de razas. Del total de la población, el 1.4% eran hispanos o latinos de cualquier raza.